# Lincoln National Corporation
Lincoln National Corporation — страховая компания США, специализируется на страховании жизни и пенсионом страховании. Основана в 1905 году, штаб-квартира в Пенсильвании.

## История
Компания была основана 15 мая 1905 года в городе Форт-Уэйн (штат Индиана) под названием Lincoln National Life Insurance Company (Национальная компания страхования жизни Линкольн). Была названа в честь Авраама Линкольна как символа стабильности, в то время многие в США относились к страховым компаниям с недоверием, сама компания была организована из остатков другой, основатель которой сбежал с большей частью активов. С 1916 года компания начала расти за счёт поглощений страховых компаний соседних штатов на среднем западе. В 1928 году компанией был создан историко-исследовательский фонд Линкольна, начавший собирать материалы о жизни 16-го президента США.
В 1951 году была куплена питтсбургская страховая компания Reliance Life Insurance Company (у Mellon National Bank за 27,5 млн долларов). В 1957 году было сделано первое зарубежное приобретение, канадская компания Dominion Life Assurance Company of Waterloo. Вскоре был создан филиал во Франции (Compagnie de Reassurance Nord-Atlantique), компания вышла на рынки Великобритании и Филиппин. В 1968 году была создана холдинговая компания Lincoln National Corporation, в следующем году её акции были размещены на Нью-Йоркской фондовой бирже. В 1973 году зарубежные операции были проданы. На конец 1980-х годов Lincoln National была седьмой крупнейшей страховой компанией США, предлагая широкий выбор услуг: страхование имущества, групповое медицинское страхование, страхование жизни, перестрахование, пенсионное страхование и аннуитеты.
В начале 1990-х компания решила сосредоточиться на наиболее успешном для себя направлении, страховании жизни, дочерние структуры других подразделений были проданы. Вырученные средства были потрачены на ещё одну попытку начать деятельность в Великобрттании, был куплен страховой бизнес Ситибанка в Великобритании (Citibank Life) и Liberty Life Assurance Company. В 1997 году была куплена 49-процентная доля в мексиканском страховщике Seguros Serfin. На домашнем рынке компания приобрела несколько финансовых компаний, в частности компанию по управлению взаимными фондами Delaware Management Holdings. Также был куплен бизнес по индивидуальному страхованию жизни у CIGNA и Aetna. В 1999 году штаб-квартира была перенесена в Филадельфию.
В марте 2006 года была куплена Jefferson-Pilot Corporation, специализировавшаяся на групповом страховании. В январе 2009 года было продано финансовое подразделение Delaware Investments австралийской Macquarie Group.

## Деятельность
Основные подразделения компании:
- Annuities (аннуитеты) — выручка в 2020 году составила 4,46 млрд, чистая прибыль — 983 млн долларов;
- Retirement Plan Services (пенсионное страхование) — выручка — 1,21 млрд, чистая прибыль — 168 млн;
- Life Insurance (страхование жизни) — выручка — 7,52 млрд, чистый убыток — 34 млн;
- Group Protection (коллективное страхование) — страховые услуги трудовым коллективам компаний; выручка — 4,79 млрд, чистая прибыль — 43 млн.

Из выручки 17,4 млрд долларов в 2020 году страховые премии (плата за страховые полисы) составили 5,4 млрд долларов, 5,5 млрд составил инвестиционный доход, 6,4 млрд принесла плата за услуги. Страховые выплаты за 2020 год составили 8,7 млрд. Инвестиции составили 154 млрд долларов (123 млрд — облигации, 17 млрд — ипотечные ценные бумаги).
В списке крупнейших публичных компаний мира Forbes Global 2000 за 2021 год Lincoln National заняла 576-е место, в том числе 112-е по активам, 1254-е по чистой прибыли, 575-е по размеру выручки и 1412-е по рыночной капитализации.
| Год                 | 2004  | 2005  | 2006  | 2007  | 2008   | 2009   | 2010  | 2011  | 2012  | 2013  | 2014  | 2015  | 2016  | 2017  | 2018  | 2019  | 2020  |
| ------------------- | ----- | ----- | ----- | ----- | ------ | ------ | ----- | ----- | ----- | ----- | ----- | ----- | ----- | ----- | ----- | ----- | ----- |
| Оборот              | 5,351 | 5,459 | 8,879 | 10,48 | 9,883  | 8,473  | 10,42 | 10,64 | 11,53 | 11,97 | 13,55 | 13,57 | 13,33 | 14,26 | 16,42 | 17,26 | 17,44 |
| Чистая прибыль      | 0,707 | 0,831 | 1,316 | 1,215 | -0,030 | -0,532 | 0,873 | 0,229 | 1,286 | 1,244 | 1,514 | 1,154 | 1,192 | 2,079 | 1,641 | 0,886 | 0,499 |
| Активы              | 116,2 | 124,9 | 178,5 | 191,4 | 161,4  | 175,9  | 192,3 | 201,5 | 218,8 | 236,9 | 253,3 | 251,9 | 261,6 | 281,8 | 298,1 | 334,8 | 365,9 |
| Собственный капитал | 6,176 | 6,384 | 12,20 | 11,72 | 7,977  | 10,56  | 11,69 | 13,10 | 14,97 | 13,45 | 15,74 | 13,62 | 14,48 | 17,32 | 14,35 | 19,69 | 22,70 |